# Липовеньке
Липове́ньке — село в Україні, у Побузькій громаді Голованівського району Кіровоградської області. Населення становить 735 осіб.

## Історія
24 січня 1920 року під Липовеньким під час Зимового походу Кінний полк Чорних Запорожців Армії УНР розгромив застави Збройних Сил Півдня Росії. Серед іншої здобичі було захоплено велику бібліотеку, яку згодом чорношличники передали вищій початковій школі села Вергуни.

## Населення
Згідно з переписом УРСР 1989 року чисельність наявного населення села становила 734 особи, з яких 305 чоловіків та 429 жінок.
За переписом населення України 2001 року в селі мешкало 737 осіб.

### Мова
Розподіл населення за рідною мовою за даними перепису 2001 року
| Мова       | Кількість | Відсоток |
| ---------- | --------- | -------- |
| українська | 714       | 97.14%   |
| російська  | 12        | 1.63%    |
| білоруська | 5         | 0.68%    |
| вірменська | 4         | 0.55%    |
| Усього     | 735       | 100%     |